# Carex klaphakei
Carex klaphakei är en halvgräsart som beskrevs av Karen Louise Wilson. Carex klaphakei ingår i släktet starrar, och familjen halvgräs. Inga underarter finns listade i Catalogue of Life.